# 江東区立平久小学校
江東区立平久小学校（こうとうくりつ へいきゅうしょうがっこう）は、東京都江東区木場一丁目に所在する区立小学校。

## 概要
1928年に開校。全校生徒数579名（1年123名・2年91名・3年89名・4年97名・5年68名・6年95名・仲よし16名、2021年度）。平久幼稚園が隣接している。

## 沿革
- 1928年4月1日 - 平久尋常小学校として開校。
- 1941年4月1日 - 平久国民学校と改称。
- 1947年
  - 4月1日 - 江東区立平久小学校と改称。
  - 4月12日 - 豊洲分校開校。
  - 12月4日 - 豊洲分校が豊洲小学校として独立。

## 通学区域
出典
- 牡丹3丁目（全域）
- 古石場2丁目（全域）
- 古石場3丁目（全域）
- 塩浜1丁目（3番～6番(4番33号南棟を除く)）
- 木場1丁目（全域）
- 木場2丁目（1番～6番、20番、21番）
- 木場5丁目（1番～3番）
- 木場6丁目（全域）

## 進学先中学校
出典
- 江東区立深川第三中学校 - 牡丹地区と古石場地区から通う児童の主な進学先
- 江東区立深川第八中学校 - 塩浜地区と木場1丁目・木場6丁目から通う児童の主な進学先
- 江東区立東陽中学校 - 木場2丁目・木場5丁目から通う児童の主な進学先

## 交通
- 東京メトロ東西線木場駅4番出口徒歩7分
- 都営バス東22・都07「木場2丁目」下車徒歩5分

## 著名な出身者
- 飯島栄治（日本将棋連盟棋士）